# Haverhill-Fieber
Beim Haverhill-Fieber handelt es sich um Ausbrüche zoonotischer Erkrankungen nach Infektion mit Bakterien der Art Streptobacillus moniliformis, welche zur Normalflora von Ratten gehören. Anders als beim Rattenbissfieber jedoch liegt hier nicht ein (vermuteter) Nagetierbiss zugrunde, sondern erfolgt die Infektion via kontaminierter Milch. Gegenwärtig wird fast die gesamte Milch, die in den Verkehr gelangt, pasteurisiert, was allgemein die Abtötung unerwünschter Mikroorganismen zur Folge hat. Darum fanden die meisten größeren Ausbrüche dieser Erkrankung in mittlerer Vergangenheit statt, wie zum Beispiel der namensgebende Ausbruch 1925/1926 in Haverhill im US-Bundesstaat Massachusetts.
Das von den gramvariablen Erregern der Art Streptobacillus moniliformis ausgelöste Krankheitsbild setzt nach einer relativ kurzen Inkubationszeit von oft nur ein bis drei Tagen, typischerweise abrupt ein. 100 % der Erkrankten weisen Fieber, 95 % Effloreszenzen der Haut und 97 % Arthritis auf. Diese Kombination darf also als typisch angesehen werden. Problematisch ist allerdings, dass diese Kombination aber auch bei vielen anderen infektiologischen und nicht-infektiologischen Erkrankungen auftreten kann. Viele betroffene Patienten gesunden innerhalb weniger Wochen, allerdings werden auch komplizierte Verläufe beschrieben, bei denen es zu Endocarditis, Anämie, Meningitis oder Abszessen kommen kann. Die Mortalität wird in vielen Quellen mit 10 % angegeben.
Die Diagnose kann sich in Europa schwierig gestalten, weil der Erreger in europäischen Ländern bisher sehr selten nachgewiesen wird und darum in der Ärzteschaft kaum bekannt ist. Zur Diagnostik können Blutkulturen und andere kulturelle Verfahren eingesetzt werden, allerdings muss bedacht werden, dass Streptobacillen spezielle Wachstumsbedingungen benötigen und sehr empfindlich sind. Da molekularbiologische Verfahren wie PCR hier mittlerweile sehr zuverlässig sind, können auch diese angewandt werden.
Therapeutisch können verschiedene Antibiotika wie zum Beispiel Azithromycin oder Doxycyclin eingesetzt werden.